# Gullholma
Gullholma är en by i Torhamns socken i Karlskrona kommun i Blekinge län.